# Diecéze Sora-Cassino-Aquino-Pontecorvo
Diecéze Sora-Cassino-Aquino-Pontecorvo (latinsky Dioecesis Sorana-Cassinensis-Aquinatensis-Pontiscurvi) je římskokatolická diecéze v Itálii, která je součástí církevní oblasti Lazio a je bezprostředně podřízena Sv. Stolci. Katedrálou je kostel Zvěstování P. Marie v Soře, konkatedrály se nacházejí v Cassinu, Aquinu a Pontecorvu.

## Stručná historie
- Diecéze Aquino je poprvné doložena ve druhé polovině 5. století, od 16. století biskupové sídlili v Pontecorvu, po roce 1725 v Roccasecca
- Diecéze Pontecorvo byla v roce 1725 vyčleněna z diecéze Aquino, ale zároveň s ní byla aeque principaliter sloučena.
- Diecéze Sora je také poprvé doložena v 5. století, pocházel z ní známý kardinál Caesar Baronius. V roce 1818 byla aeque principaliter sloučena s diecézí Aquino a Pontecorvo.

Roku 1986 byly tyto tři diecéze sloučeny do plné jednoty (plena unione), v roce 2014 k nim bylo připojeno 50 farností původně patřících k územnímu opatství Montecassino a diecéze dostala aktuální název, roku 2018 byl kostel Nanebevzetí P. Marie, sv. Salvatora a sv. Germana v Cassinu povýšen na konkatedrálu.